# Fundación Carolina
La Fundación Carolina es una institución público-privada sin ánimo de lucro que tiene como objetivo la promoción de las relaciones culturales y la cooperación en materia educativa y científica entre España y los países de la Comunidad Iberoamericana de Naciones, así como con otros países con especiales vínculos históricos, culturales o geográficos.
El 22 de septiembre de 2000 la  Agencia Española de Cooperación Internacional, actual Agencia Española de Cooperación Internacional para el Desarrollo (AECID), recibió autorización del Consejo de Ministros para constituir la Fundación, hecho que se formalizó el 19 de octubre de 2000.
La Ley 1/2023, de 20 de febrero, de Cooperación para el Desarrollo Sostenible y la Solidaridad Global, en su artículo 33, define a la Fundación Carolina como parte del sistema de la cooperación española para el desarrollo sostenible, y "entidad especializada en cooperación en educación superior y generación de conocimiento experto de la cooperación española en el ámbito iberoamericano, con aquellos países con especiales vínculos históricos y culturales con España y en otros que puedan establecerse."

## Actividad
La actividad de la Fundación Carolina gira en torno a dos elementos principales: la concesión de becas y la realización de seminarios, exhibiciones, publicaciones o similares. Para ello, tiene más de 300 convenios con instituciones públicas y privadas.
Por una parte, en lo que autodenomina Área de Formación y Desarrollo Tecnológico, la Fundación otorga becas para:
- Posgrados. Dirigidas a la formación de graduados procedentes de un país miembro de la Comunidad Iberoamericana de Naciones, con capacidad académica o profesional avalada por un currículum sobresaliente.
- Doctorado y estancias postdoctorales. Las becas de doctorado tienen como objetivo facilitar a docentes procedentes de universidades de América Latina la obtención de un doctorado en centros académicos españoles, mientras que las becas de estancias cortas postdoctorales están dirigidas a docentes de las universidades latinoamericanas en posesión del título de doctorado y propician intercambios académicos entre España y América Latina.
- Movilidad de profesores. Las becas de movilidad de profesorado permiten una estancia corta de investigación en España a docentes o personal investigador de las universidades argentinas, brasileñas y portuguesas.
- Otras modalidades de becas, que incluyen becas institucionales. Estas becas están concebidas como una ayuda para la financiación de planes de formación en centros españoles que tiendan al fortalecimiento institucional de las administraciones públicas latinoamericanas.

En concreto, para el año 2023 la Fundación tiene previsto conceder 613 becas valoradas en 4 millones de euros, casi un 3,1% más que las otorgadas en 2022.
Por otra parte, también tiene un Área de Estudios y Análisis, para fomentar el conocimiento y con el fin de participar en la definición de la agenda iberoamericana. Esta Área gira en torno a dos ejes: la organización y ejecución de seminarios y la preparación, redacción, publicación y difusión de informes y documentos de trabajo.
Por último, posee otras dos Áreas: una de Cooperación y Liderazgo para facilitar las vías de comunicación y promover el contacto entre jóvenes profesionales, administraciones públicas y empresas; y otra de Comunicación y Red Carolina, con el objetivo de visibilizar las actividades de la Fundación.

## Financiación
La Fundación se financia tanto de instituciones públicas como de patronos privados. Para el año 2023, la Fundación tiene previsto unos ingresos por valor de 6.800.000 euros.
- En el ámbito público, el principal financiador es la Agencia Española de Cooperación Internacional para el Desarrollo (AECID), que aporta 5.100.000 €.

- El resto de la financiación viene por dos vías:
  - Los patronos vocales, que aportan 1.470.000 €.
  - Otras aportaciones, que ascienden a 230.000 €.

Patronos institucionales
| - Abertis - Grupo ACS - Grupo Agbar - BBVA - CECA - El Corte Inglés - Grupo Planeta - Havas - Iberdrola | - Iberia - Instituto de Crédito Oficial - Inditex - Mapfre - Naturgy - Grupo Prisa - Repsol - Banco Santander - Telefónica |

## Patronato

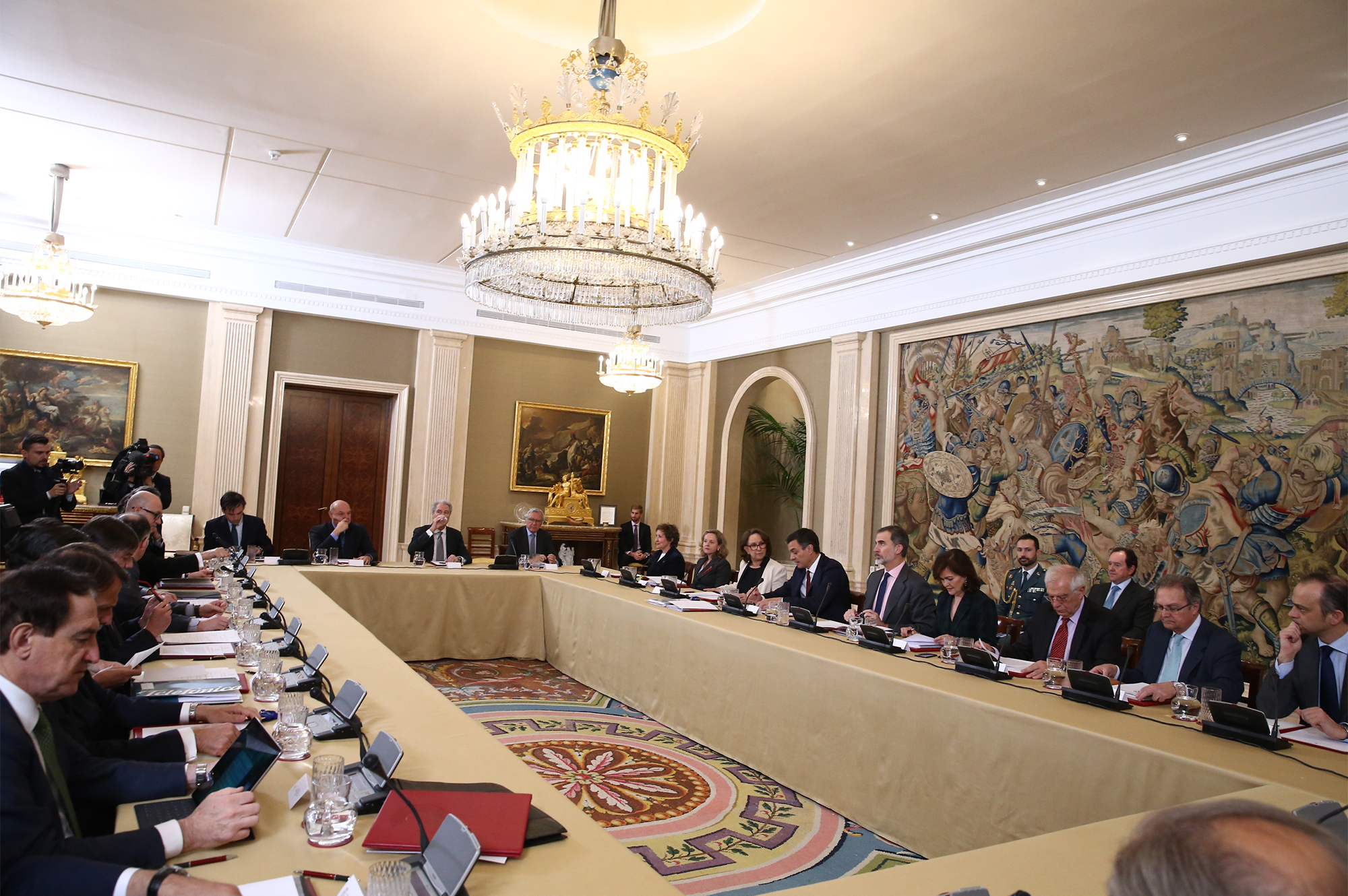
Reunión del Patronato de la Fundación en el Palacio Real de la Zarzuela. Febrero de 2019.

- Rey de España, presidente de honor.
- Miembros natos:
  - Presidente del Gobierno de España, presidente ejecutivo del Patronato.
  - Vicepresidenta primera y ministra de Hacienda.
  - Ministro de Asuntos Exteriores, Unión Europea y Cooperación.
  - Ministra de Educación, Formación Profesional y Deportes.
  - Ministro de Industria y Turismo.
  - Ministro de Cultura.
  - Ministro de Economía, Comercio y Empresa.
  - Ministra de Ciencia, Innovación y Universidades.
  - Secretaria de Estado para Iberoamérica y el Caribe y el Español en el Mundo.
  - Secretaria de Estado de Cooperación Internacional.
  - Director de la Agencia Española de Cooperación Internacional para el Desarrollo.
  - Director de Relaciones Culturales y Científicas de la Agencia Española de Cooperación Internacional para el Desarrollo.
  - Director general para Iberoamérica y el Caribe.
- Vocales:
  - Presidentes de los patronos institucionales.
  - Titular de la Secretaría General Iberoamericana.
- Miembros del Consejo de Protectores:
  - Francisco Pinto Balsemão, primer ministro de Portugal entre 1981 y 1983.
  - Julio María Sanguinetti, presidente de Uruguay entre 1985 y 1990 y entre 1995 y 2000.
  - Ernesto Zedillo, presidente de México entre 1994 y 2000.
  - Andrés Pastrana, presidente de Colombia entre 1998 y 2002.
  - Enrique V. Iglesias, secretario general Iberoamericano entre 2005 y 2014.

Fuente:

## Directores
1. Daniel Sada (2000–2003)
2. José María Lassalle (2003–2004)
3. Rosa Conde (2004–2012)
4. Jesús Andreu (2012–2018)
5. José Antonio Sanahuja (2018–2024)
6. Érika Rodríguez Pinzón (2024–presente).